# Světový pohár v severské kombinaci 2010/2011
Světový pohár v severské kombinaci 2010/11 byl 28. ročníkem závodů nejvyšší úrovně v severské kombinaci (skok na lyžích + běh na lyžích) mužů. Světový pohár se skládal z 13 závodů na 7 místech, byl zahájen 26. listopadu 2010 ve finském Kuusamu a ukončen 12. března 2011 závodem ve finském Lahti. Vítězství z minulého ročníku obhajoval Francouz Jason Lamy-Chappuis.

## Kalendář

### Závody jednotlivců
| Datum konání                                    | Místo konání | Můstek        | Vítěz               | Druhé místo         | Třetí místo         | Česká účast                                                                | Detaily |
| ----------------------------------------------- | ------------ | ------------- | ------------------- | ------------------- | ------------------- | -------------------------------------------------------------------------- | ------- |
| 26. listopadu 2010                              | Kuusamo      | HS142 / 10 km | Jason Lamy-Chappuis | Eric Frenzel        | Mario Stecher       | 18. Tomáš Slavík 53. Petr Kutal                                            | [ 1 ]   |
| 27. listopadu 2010                              | Kuusamo      | HS142 / 10 km | Felix Gottwald      | Mikko Kokslien      | Jason Lamy-Chappuis | 28. Miroslav Dvořák 30. Pavel Churavý 43. Tomáš Slavík                     | [ 2 ]   |
| 4. prosince 2010                                | Lillehammer  | HS138 / 10 km | Mikko Kokslien      | Jason Lamy-Chappuis | Felix Gottwald      | 9. Miroslav Dvořák 16. Pavel Churavý 17. Tomáš Slavík 53. Petr Kutal       | [ 3 ]   |
| 5. prosince 2010                                | Lillehammer  | HS138 / 10 km | Jason Lamy-Chappuis | Mikko Kokslien      | Mario Stecher       | 8. Miroslav Dvořák 19. Tomáš Slavík 36. Pavel Churavý 56. Lukáš Jančík     | [ 4 ]   |
| 18. prosince 2010                               | Ramsau       | HS98 / 10 km  | Mario Stecher       | Björn Kircheisen    | Johannes Rydzek     | 33. Miroslav Dvořák 40. Tomáš Slavík 54. Petr Kutal 56. Lukáš Jančík       | [ 5 ]   |
| 19. prosince 2010                               | Ramsau       | HS98 / 10 km  | Mario Stecher       | Tino Edelmann       | Eric Frenzel        | 30. Tomáš Slavík 46. Miroslav Dvořák 55. Petr Kutal 58. Lukáš Jančík       | [ 6 ]   |
| 8. ledna 2011                                   | Schonach     | HS106 / 10 km | Felix Gottwald      | Mario Stecher       | Bernhard Gruber     | 12. Miroslav Dvořák 40. Tomáš Slavík 48. Aleš Vodseďálek 55. Pavel Churavý | [ 7 ]   |
| 15. ledna 2011                                  | Seefeld      | HS109 / 10 km | Jason Lamy-Chappuis | Magnus Moan         | Mikko Kokslien      | 17. Tomáš Slavík 25. Miroslav Dvořák 44. Pavel Churavý                     | [ 8 ]   |
| 16. ledna 2011                                  | Seefeld      | HS109 / 10 km | Magnus Moan         | Jason Lamy-Chappuis | David Kreiner       | 32. Miroslav Dvořák 45. Tomáš Slavík                                       | [ 9 ]   |
| 22. ledna 2011                                  | Chaux-Neuve  | HS118 / 10 km | David Kreiner       | Mikko Kokslien      | Felix Gottwald      | 37. Tomáš Slavík 44. Miroslav Dvořák                                       | [ 10 ]  |
| 23. ledna 2011                                  | Chaux-Neuve  | HS118 / 10 km | Jason Lamy-Chappuis | Felix Gottwald      | Mikko Kokslien      | 35. Tomáš Slavík                                                           | [ 11 ]  |
| 22. 2. - 6. 3. 2011 Mistrovství světa 2011 Oslo |              |               |                     |                     |                     |                                                                            |         |
| 11. března 2011                                 | Lahti        | HS130 / 10 km | Björn Kircheisen    | Eric Frenzel        | Jason Lamy-Chappuis | 21. Tomáš Slavík 28. Miroslav Dvořák 40. Pavel Churavý                     | [ 12 ]  |
| 12. března 2011                                 | Lahti        | HS130 / 10 km | Johannes Rydzek     | Eric Frenzel        | Felix Gottwald      | 12. Tomáš Slavík 20. Miroslav Dvořák 35. Pavel Churavý                     | [ 13 ]  |

### Závody družstev
| Datum konání   | Místo konání | Můstek         | Vítěz                                                         | Druhé místo                                                          | Třetí místo                                                                  | Česká účast           | Detaily |
| -------------- | ------------ | -------------- | ------------------------------------------------------------- | -------------------------------------------------------------------- | ---------------------------------------------------------------------------- | --------------------- | ------- |
| 14. ledna 2011 | Seefeld      | HS109 / 4x5 km | Norsko Magnus Moan Håvard Klemetsen Jan Schmid Mikko Kokslien | Rakousko Felix Gottwald Wilhelm Denifl David Kreiner Bernhard Gruber | Francie François Braud Maxime Laheurte Sébastien Lacroix Jason Lamy-Chappuis | Český tým nestartoval | [ 14 ]  |

## Pořadí Světového poháru
| Pořadí SP - jednotlivci | Pořadí SP - jednotlivci | Pořadí SP - jednotlivci | Pořadí SP - jednotlivci | Pořadí SP - jednotlivci |
| Umístění                |                         | Jméno a příjmení        | Body                    |                         |
| ----------------------- | ----------------------- | ----------------------- | ----------------------- | ----------------------- |
| 1.                      | Francie                 | Jason Lamy-Chappuis     | 894 b.                  |                         |
| 2.                      | Norsko                  | Mikko Kokslien          | 656 b.                  |                         |
| 3.                      | Rakousko                | Felix Gottwald          | 747 b.                  |                         |
| 4.                      | Německo                 | Eric Frenzel            | 554 b.                  |                         |
| 5.                      | Rakousko                | Mario Stecher           | 481 b.                  |                         |
| 6.                      | Německo                 | Johannes Rydzek         | 442 b.                  |                         |
| 7.                      | Německo                 | Björn Kircheisen        | 435 b.                  |                         |
| 8.                      | Norsko                  | Jan Schmid              | 394 b.                  |                         |
| 9.                      | Německo                 | Tino Edelmann           | 389 b.                  |                         |
| 10.                     | Rakousko                | David Kreiner           | 346 b.                  |                         |
|                         |                         |                         |                         |                         |
| 23.                     | Česko                   | Miroslav Dvořák         | 106 b.                  |                         |
| 28.                     | Česko                   | Tomáš Slavík            | 86 b.                   |                         |
| 47.                     | Česko                   | Pavel Churavý           | 16 b.                   |                         |

| Pořadí SP - pohár národů | Pořadí SP - pohár národů | Pořadí SP - pohár národů | Pořadí SP - pohár národů | Pořadí SP - pohár národů |
| Umístění                 |                          | Země                     | Body                     |                          |
| ------------------------ | ------------------------ | ------------------------ | ------------------------ | ------------------------ |
| 1.                       | Rakousko                 | Rakousko                 | 2586 b.                  |                          |
| 2.                       | Norsko                   | Norsko                   | 2230 b.                  |                          |
| 3.                       | Německo                  | Německo                  | 2148 b.                  |                          |
| 4.                       | Francie                  | Francie                  | 1729 b.                  |                          |
| 5.                       | Japonsko                 | Japonsko                 | 653 b.                   |                          |
| 6.                       | Itálie                   | Itálie                   | 629 b.                   |                          |
| 7.                       | Spojené státy americké   | USA                      | 1065 b.                  |                          |
| 8.                       | Švýcarsko                | Švýcarsko                | 305 b.                   |                          |
| 9.                       | Finsko                   | Finsko                   | 251 b.                   |                          |
| 10.                      | Česko                    | Česko                    | 208 b.                   |                          |